# Heinrich von Treitschke
Heinrich Gotthard von Treitschke (15. září 1834 Drážďany – 28. dubna 1896 Berlín) byl německý historik, politický publicista a člen Říšského sněmu v letech 1871 až 1884, zpočátku jako národně liberální poslanec, od roku 1878 bez příslušnosti ke straně. Byl ve své době jedním z nejznámějších a nejčtenějších historiků a politických publicistů v Německu.
Článkem publikovaným v roce 1879 Treitschke spustil tzv. berlínský spor o antisemitismu (Berliner Antisemitismusstreit). Text obsahoval větu „Židé jsou naše neštěstí“ (Die Juden sind unser Unglück), která se později stala mottem nacistického štvavého periodika Der Stürmer.